# Amnaș, Sibiu
Amnaș, mai demult Amlaș, (în dialectul săsesc Hamlesch, Hamleš, în germană Hamlesch, Omlesch, în maghiară Omlás) este o localitate componentă a orașului Săliște din județul Sibiu, Transilvania, România. Anul primei atestări scrise este 1309 sub forma de Omlas.

## Istoric

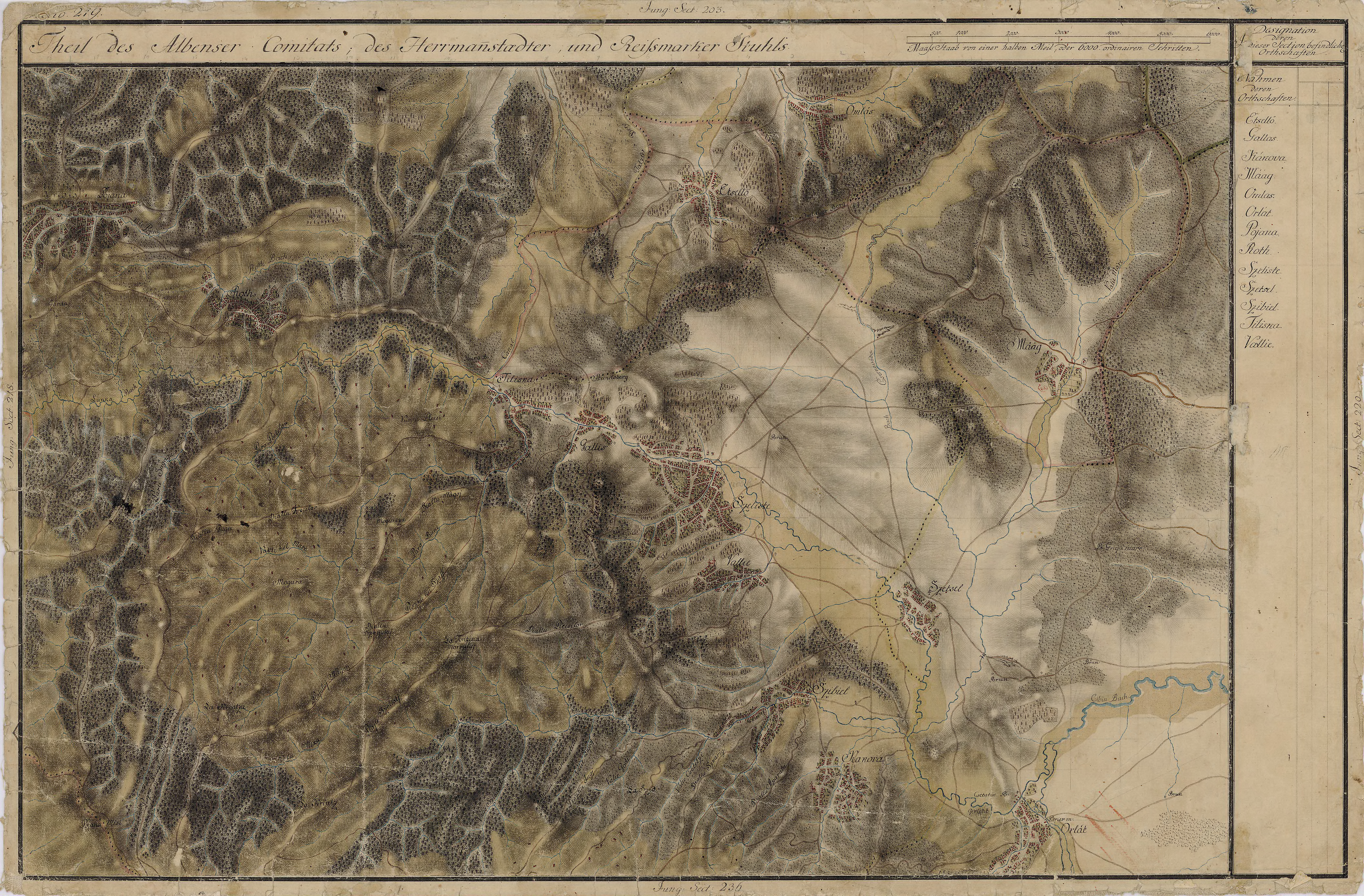
Amnaş în Harta Iosefină a Transilvaniei, 1769-1773

Feuda Amnașului, cunoscută în istoriografie mai ales sub denumirea "Amlaș", cuprindea în evul mediu mai multe sate, între care Săliștea, Sibielul, Tilișca și Cacova Sibiului, precum și cătunul Galeș, și era acordată în mod tradițional de regele Ungariei domnilor de peste munți (munteni) care se puneau sub protecția sa, ca loc de refugiu și sursă de venit, alături de Țara Făgărașului.
În 1428 boierul Albu al voievodului muntean Dan al II-lea, prezent la Amnaș, a fost rugat de sașii din Apoldu de Sus să facă judecată în procesul dintre Apold și "Tytslaw ad dictum Homlas pertinens", ceea ce atestă recunoașterea de către autoritățile săsești a boierului Albu, reprezentant al voievodului muntean, concomitent duce de Amlaș, ca persoană cu calitate procesuală în procesul respectiv.
Între 1320 și 1420 relațiile etnice din domeniul extins al Amnașului s-au schimbat radical. Dintre cele 4 sate inițial săsești, numai Amnașul și-a păstrat acest caracter, în timp ce Orlatul, Săcelul și Aciliul au devenit românești.
În anul 1472, după intrarea Țării Românești în sfera de influență otomană, Amnașul a încetat să mai fie centru feudal și a fost inclus împreună cu domeniul său în Scaunul Săsesc al Sibiului.
La 1509 Amnașul este încă atestat ca reședință a celor șapte sate din domeniul feudal inițial ("pertinentia septem sedium Omlas"), iar cu timpul sediul celor șapte sate s-a mutat la Săliște (Magna villa, Großdorf), unde este și în prezent.

## Monumente
- Biserica medievală, cu hramul Sfântul Mihail, a fost închisă de autorități în anul 1875 ca edificiu periculos. Lăcașul a fost demolat, iar între anii 1897-1898 a fost construită noua biserică evanghelică, în stil neoromanic.[5] Orologiul din turn a fost cumpărat de la Viena în anul 1898.[6]

## Demografie
La recensământul din 1930 au fost înregistrați 1.911 locuitori, dintre care 1.533 germani, 348 români și 110 țigani. Sub aspect confesional populația era alcătuită din 1.530 luterani, 452 ortodocși, 8 liber-cugetători și 1 romano-catolic.
În 2002 la Amnaș locuiau 369 de persoane, dintre care 336 erau etnici români, 22 germani, 10 țigani și 1 maghiar.

## Personalități
- Michael Klein (1959-1993), fotbalist

## Imagini

Localizarea şi întinderea feudei Amnaşului (Amlaş, Omlás) în evul mediu
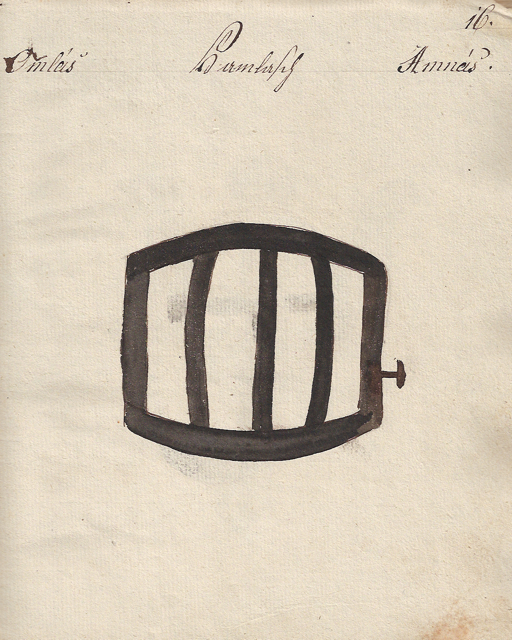
1826 - Danga pentru vitele din Amnaș
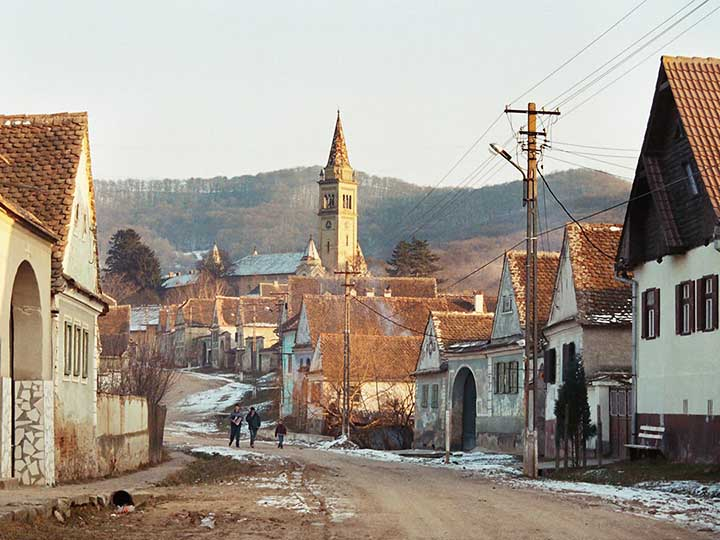
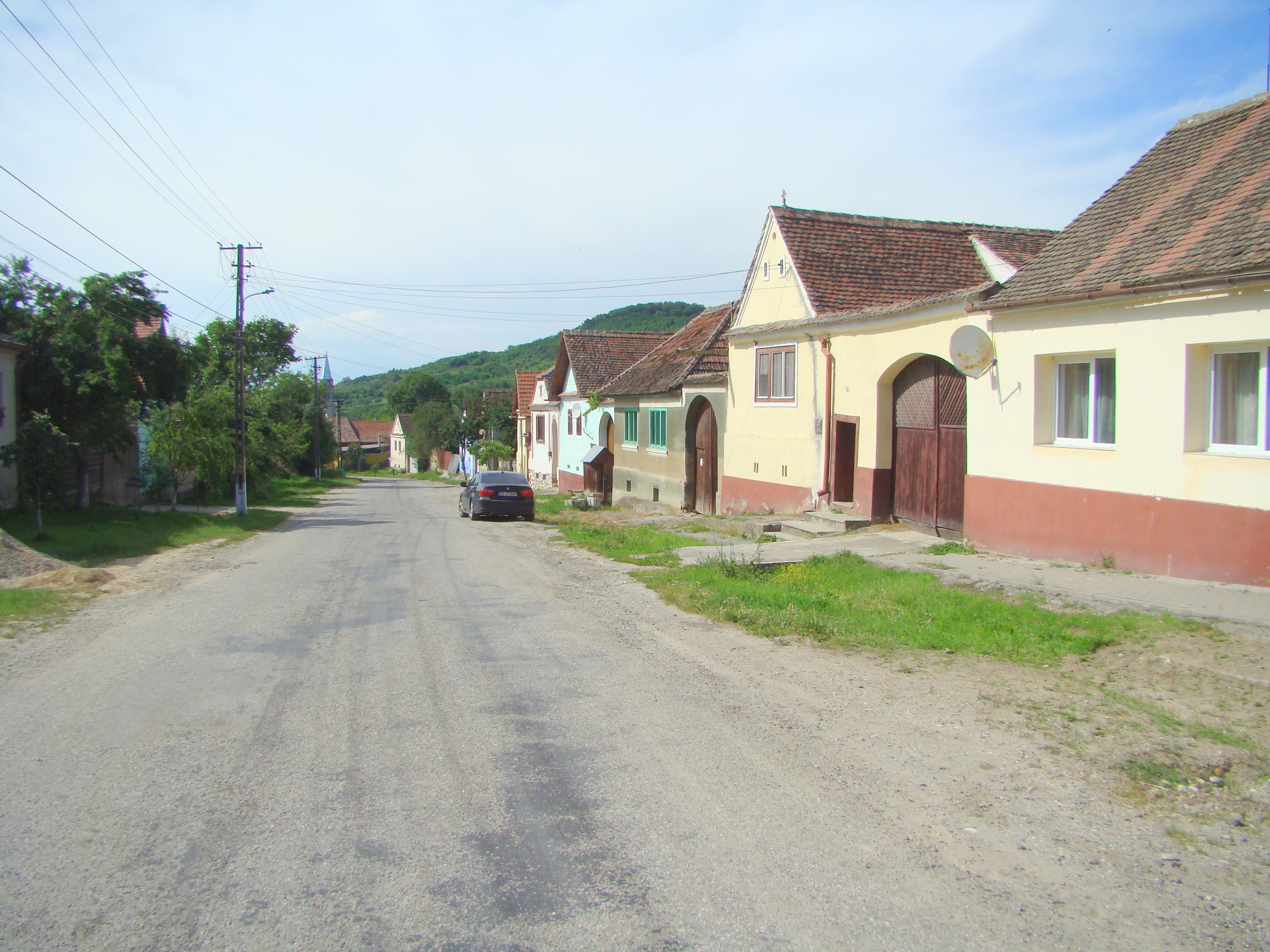
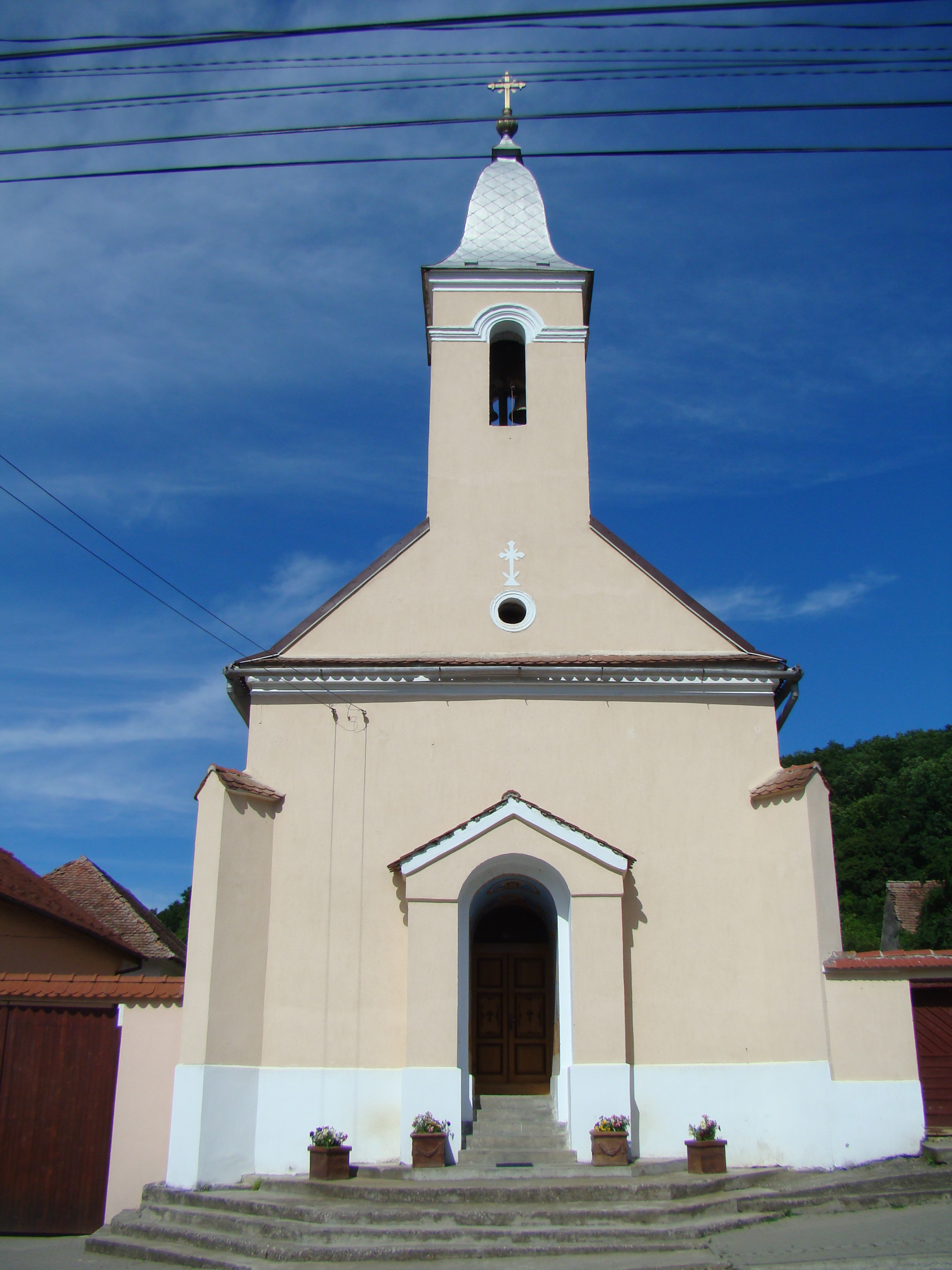
Biserica ortodoxă cu hramul „Sfântul Ilie”
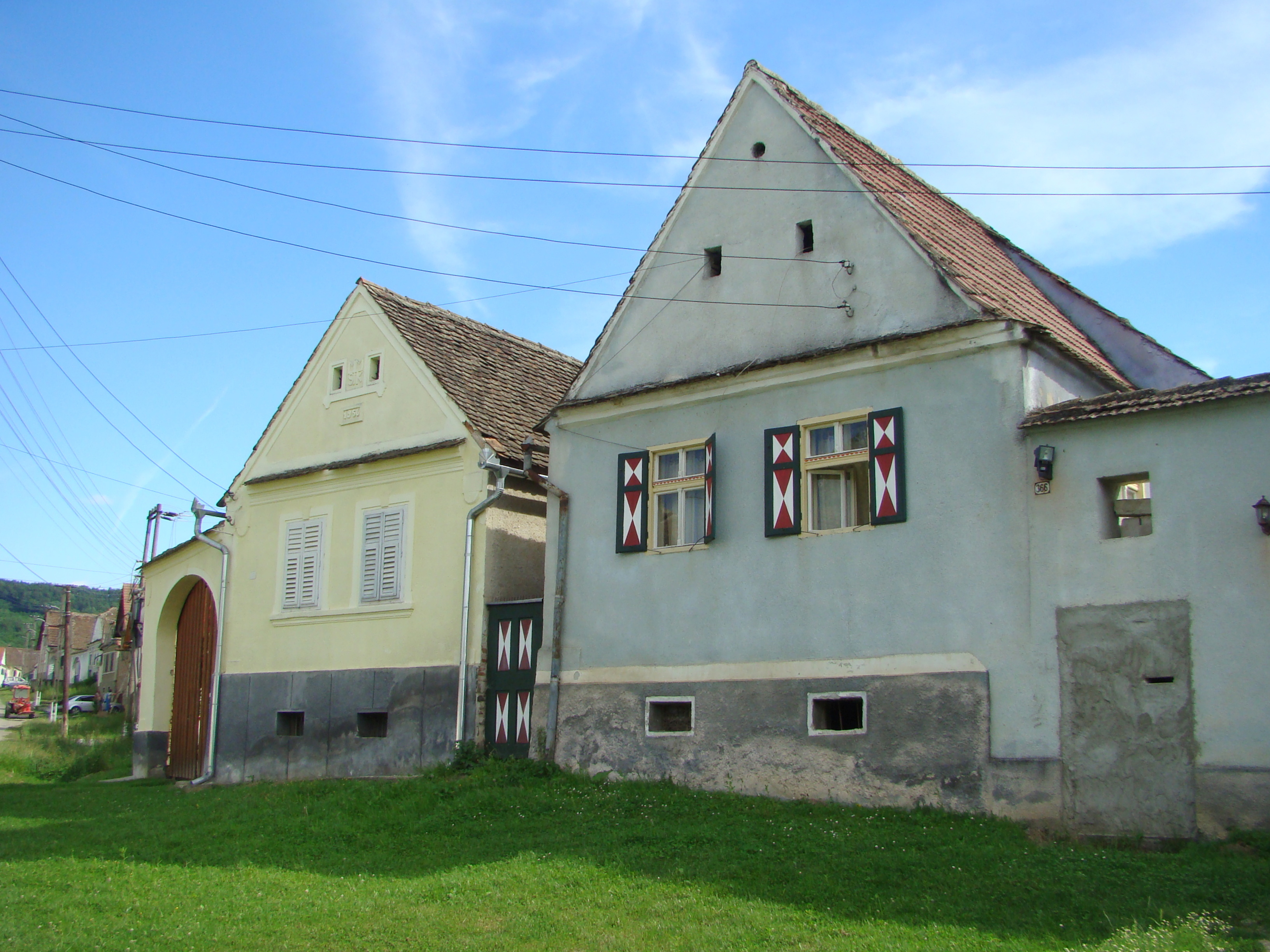
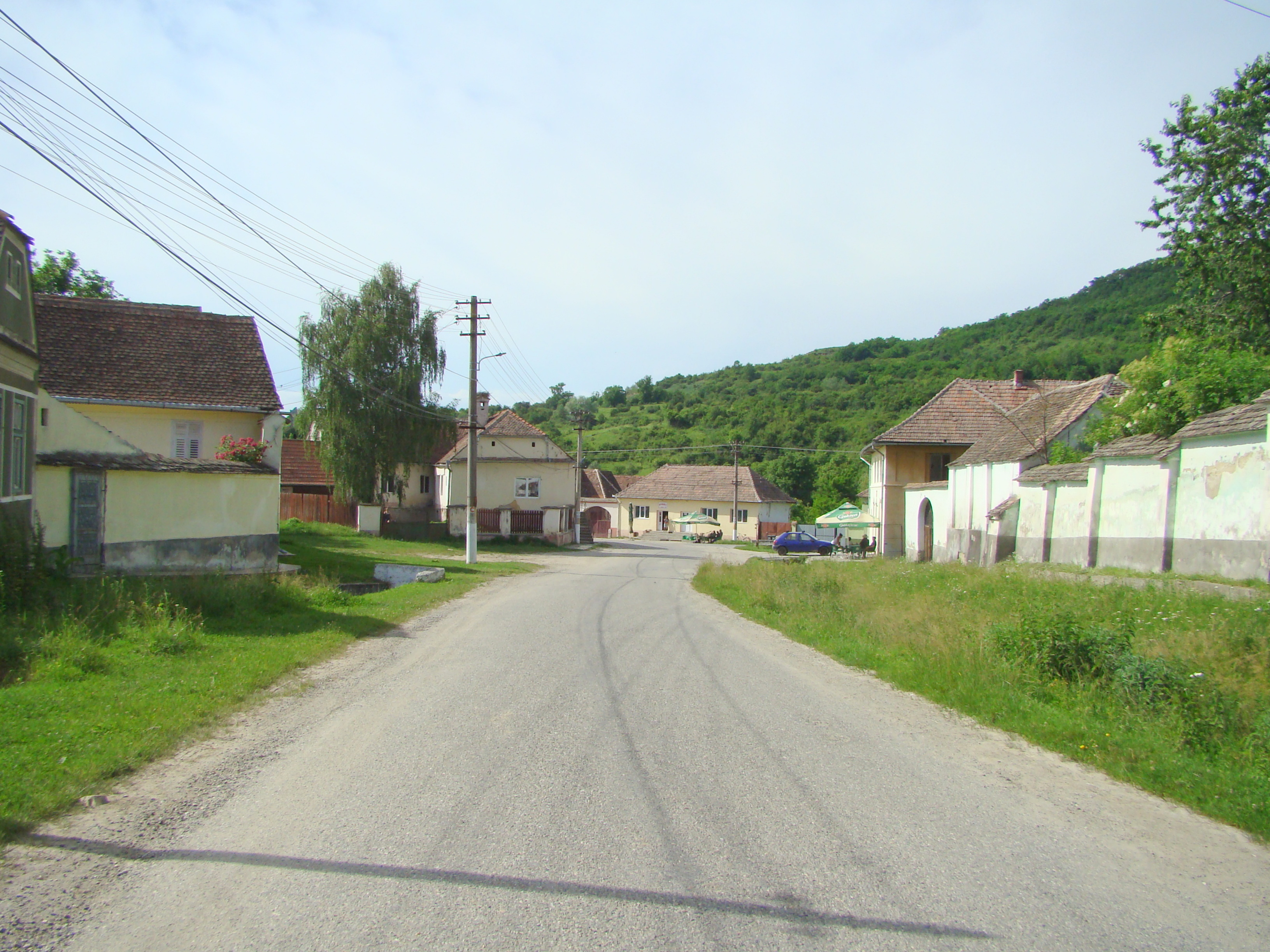
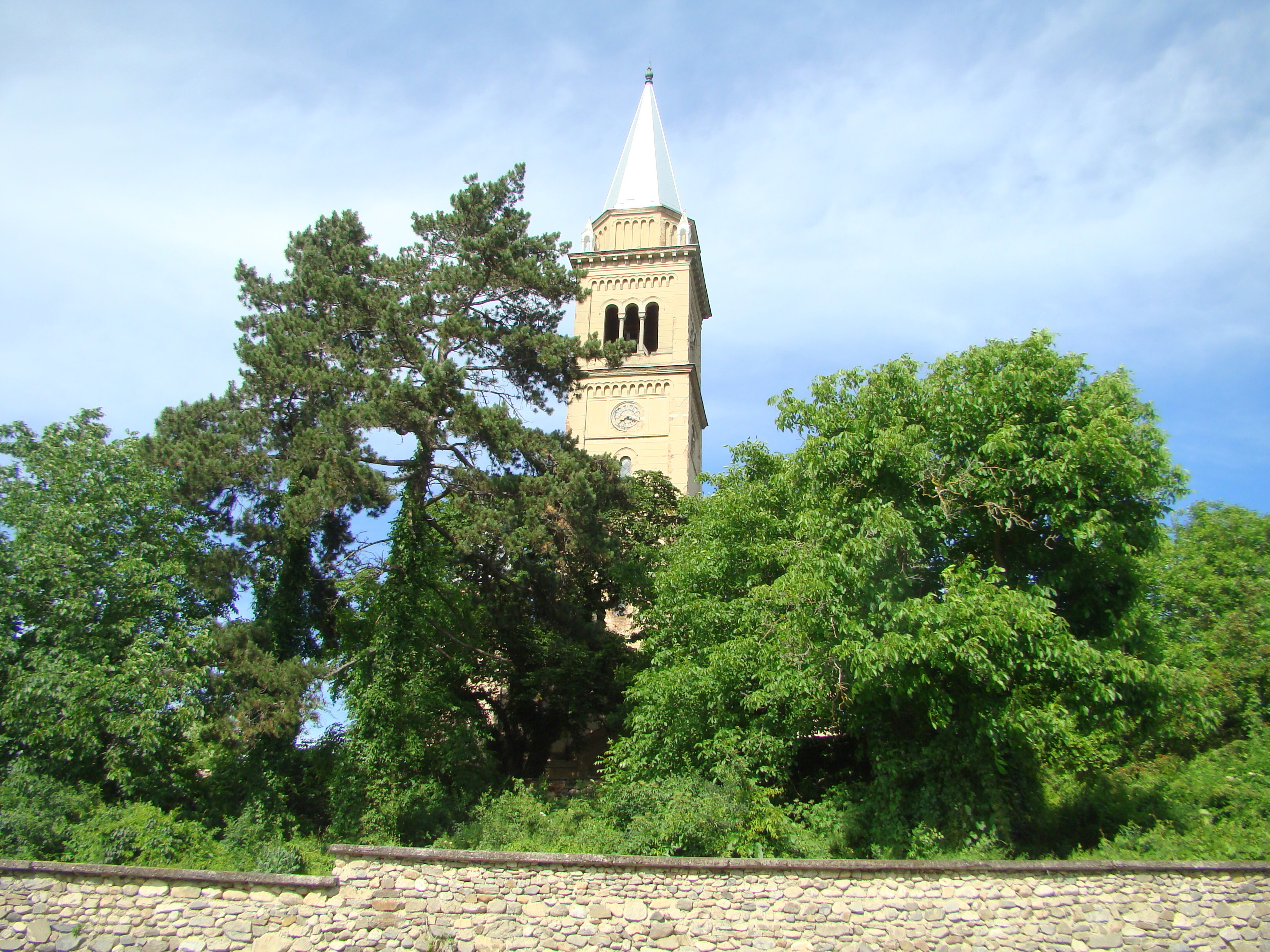
Biserica evanghelică lutherană
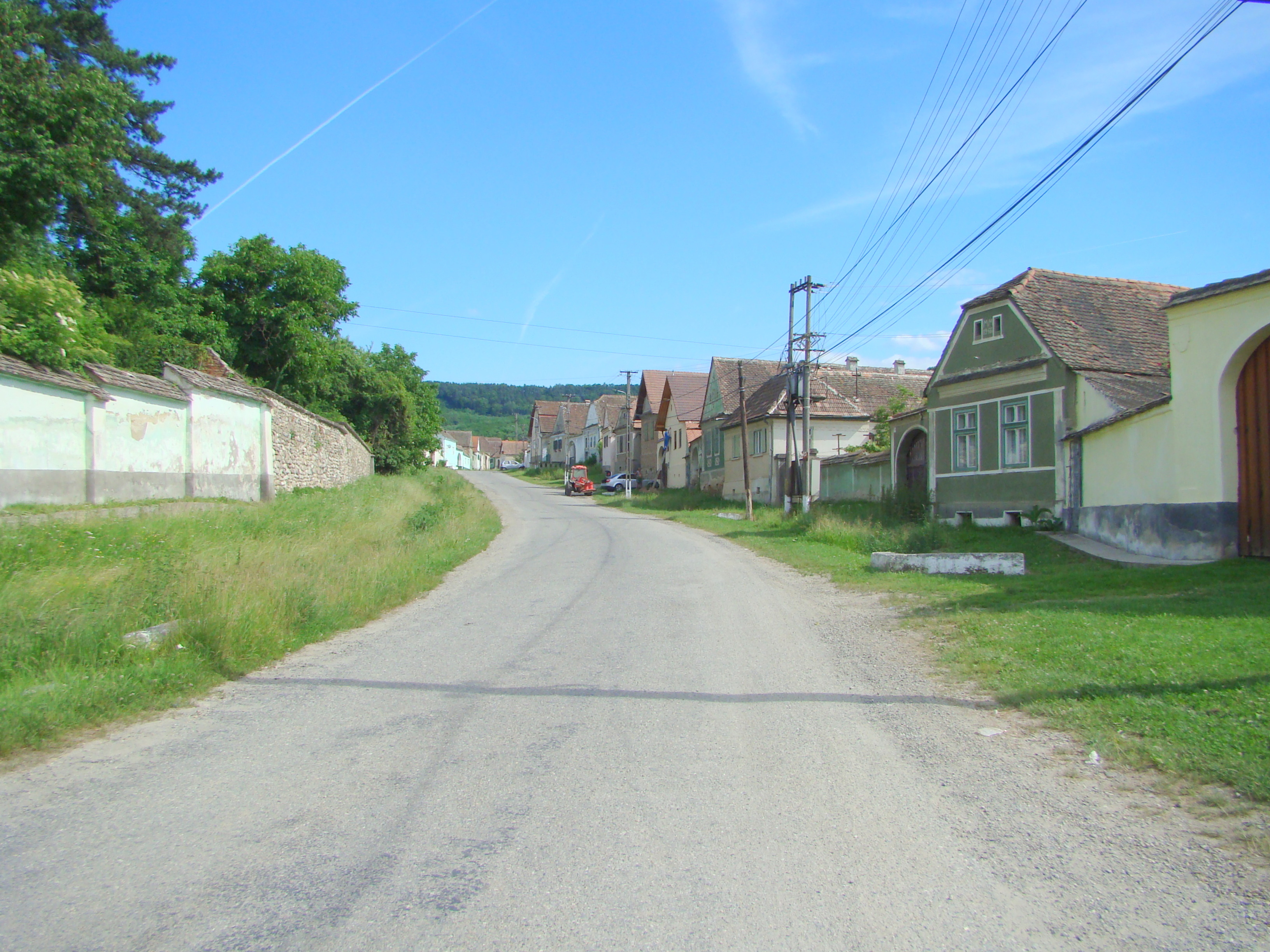
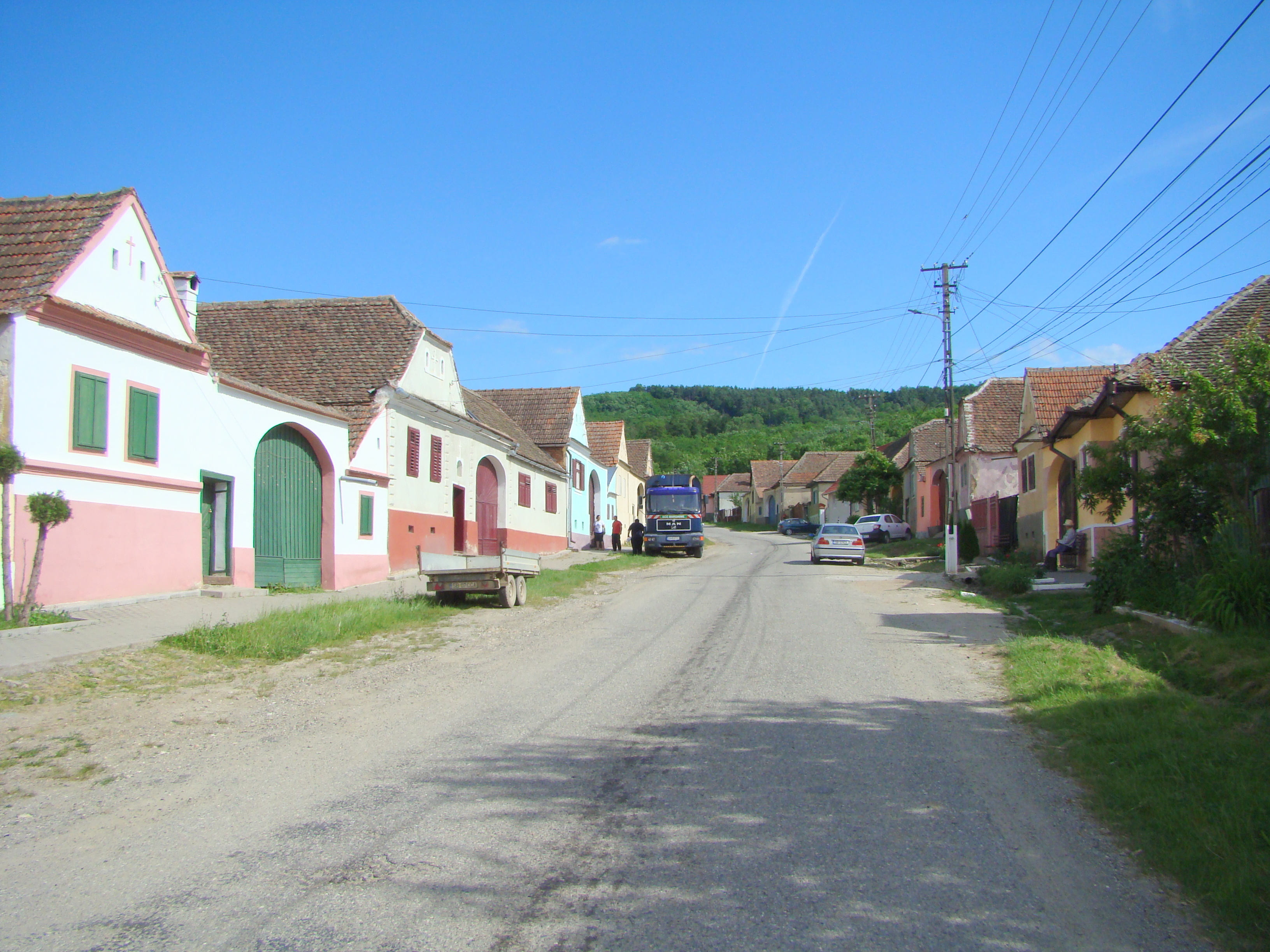
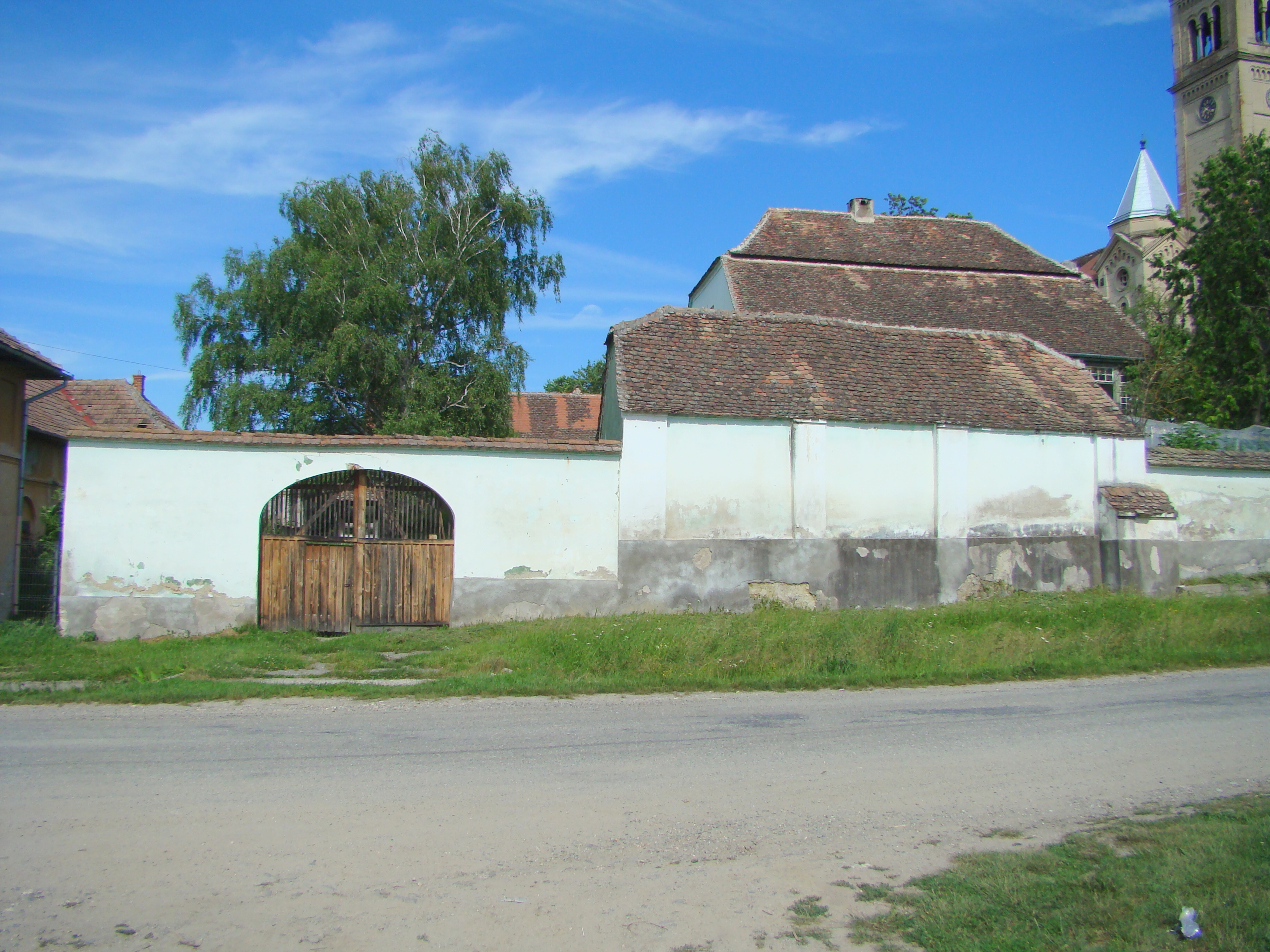